# 윈도우 HPC 서버 2008
윈도우 HPC 서버 2008(윈도 에이치 피 씨 서버 2008, Windows HPC Server 2008)는 마이크로소프트가 2008년 9월에 출시한 것으로, 윈도우 컴퓨트 클러스터 서버 2003에서 넘어왔다. 윈도우 HPC 서버 2008는 고성능 컴퓨팅 클러스터가 요구되는 고성능 응용 프로그램을 위해 설계되었다. 이 버전의 서버는 규모가 수천 개의 코어에 효과적이고 고유의 HPC 워크로드가 포함된 기능이 있다: 새로운 고속 네트워크 다이렉트 RDMA, 매우 효과적이고 및 확장적인 클러스터 관리 도구, 서비스-미래 지향적 아키텍처 (SOA) 작업 스케줄러, 및 클러스터 정보 처리 상호 운용 기반의 고성능 컴퓨팅 기본 프로파일(HPCBP).
2008년 6월, 세계에서 가장 빠른 슈퍼 컴퓨터 랭킹 톱 500에서 공동으로 시스템 구축 부문에 공동으로 슈퍼 컴퓨팅 응용 프로그램 국가 센터 (NCSA) 및 마이크로소프트가 23위를 차지했다.
그러나 2009년 6월, 윈도우 HPC는 오직 시장의 1%인 500개인 가장 강력한 슈퍼 컴퓨터를 점유하고 있다. 유닉스와 리눅스는 미션 크리티컬 응용 프로그램에 대한 신뢰성, 효율성 및 비용 효율성에 맞추어 개발하고 있다.

## 윈도우 HPC 서버 2008 R2
R2는 마이크로소프트 웹사이트에 평가판이 있다. 약간의 개선되거나 새로운 기능이 포함되어 있다. 현재 그 운영 체제는 개발 단계에서 베타이며 CTP (커뮤니티 테크니컬 프리뷰) 프로그램은 실행 중이다.

## 같이 보기
- 윈도우 서버 2008
- 고성능 컴퓨팅